# Volvo 8700
Volvo 8700 är en buss från Volvo och Carrus lanserad 2002. Föregångaren var Carrus Vega som hade varierande chassin från olika tillverkare.
Efter Volvos investering i Carrus fick den efterträdande bussen endast Volvo-chassi och namnet Volvo 8700. Volvo 8700 byggdes på Volvo B7R-, Volvo B7RLE-, B12B-, B12BLE- eller B12M-chassin. Likt systermodellen 8500 har bussen två eller tre axlar och kunde fås som lågentrébuss eller med högt golv (normalgolv). Det såldes aldrig någon ledad version av denna buss i Sverige, även om det fanns en lågentréledbuss (8700LEA), byggd på Volvo B12BLEA-chassi tillgänglig för andra marknader i Europa. Volvo 8700 såldes endast med olika dieselmotorer. Det finns dock bussar som senare byggts om för att kunna gå på alternativa drivmedel.
Under 2011 ersattes Volvo 8700 av Volvo 8900, vilken även ersatte Volvo 8500.
Motoralternativen består av 7, eller 12-liters raka 6:or, hämtade från Volvo D7- och Volvo D12-motorserierna.